# Zaraza w Atenach
Zaraza w Atenach (stgr. Λοιμὸς τῶν Ἀθηνῶν) („dżuma” Tukidydesa, „zaraza ateńska”) – epidemia, która spustoszyła Ateny i starożytną Grecję podczas drugiej wojny peloponeskiej. Wybuchła w 430 p.n.e., powracając w 429 p.n.e. i zimą 427/426 p.n.e.

## Przyczyny wybuchu epidemii
Dotychczas nie ustalono, jaka zakaźna choroba stała się przyczyną wybuchu epidemii. Naukowcy uważają, że mógł to być tyfus, odra, ospa, dżuma, a nawet wirus Ebola – w rozmaitych interpretacjach rozpatrywano dotąd około 30 patogenów. Istnieją również interpretacje, że był to ciąg różnych chorób: pierwotnej, np. ospy, i chorób typowych dla oblężenia (np. tyfusu lub czerwonki). Do Grecji została przywleczona najprawdopodobniej z Afryki (według Tukidydesa z Etiopii przez Egipt), a do miasta przeniknęła przez port w Pireusie, z którego dostarczano żywność do stolicy Attyki. Perykles, wódz ateński, chciał przesiedlić ludność Attyki do Aten na czas wojny. Spowodowało to przeludnienie miasta i związane z tym pogorszenie warunków sanitarnych, co tylko ułatwiło rozprzestrzenianie się zarazy.

## Objawy

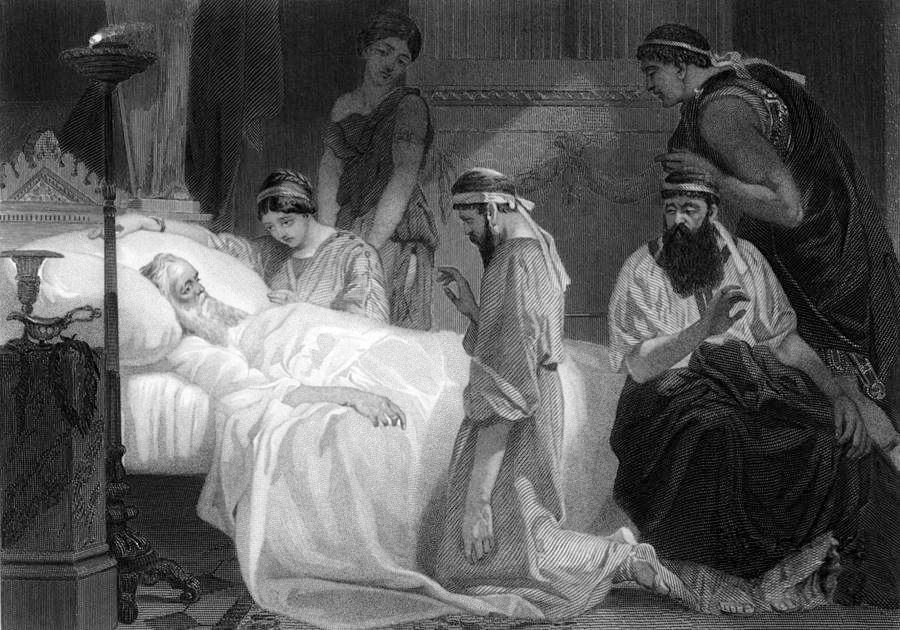
Śmierć Peryklesa podczas zarazy w Atenach

Wiele z objawów zostało opisanych w Wojnie peloponeskiej Tukidydesa i do dziś jest ona w tej kwestii podstawowym źródłem, z którego korzystają naukowcy. Początkowo chory miał wysoką gorączkę i piekące, zaczerwienione oczy. Następnie „jama ustna i język nabiegały krwią”, pojawiały się też problemy z oddychaniem, po kilku dniach także katar i chrypka. Kilka dni później problemy z oddychaniem się nasilały, dodatkowo chory miał też nudności i wymiotował. Około 7–9 dnia choroby pojawiała się gorączka wewnętrzna i pęcherze na ciele – wówczas chory najczęściej umierał. Większość z tych, którzy przetrwali ten okres, umierało kilka dni później z osłabienia połączonego z biegunką. Na pełne wyzdrowienie nie mógł liczyć prawie nikt: ludzie tracili genitalia, palce rąk i nóg, niekiedy nawet wzrok. Wielu z nich cierpiało też później na demencję.

## Skutki zarazy

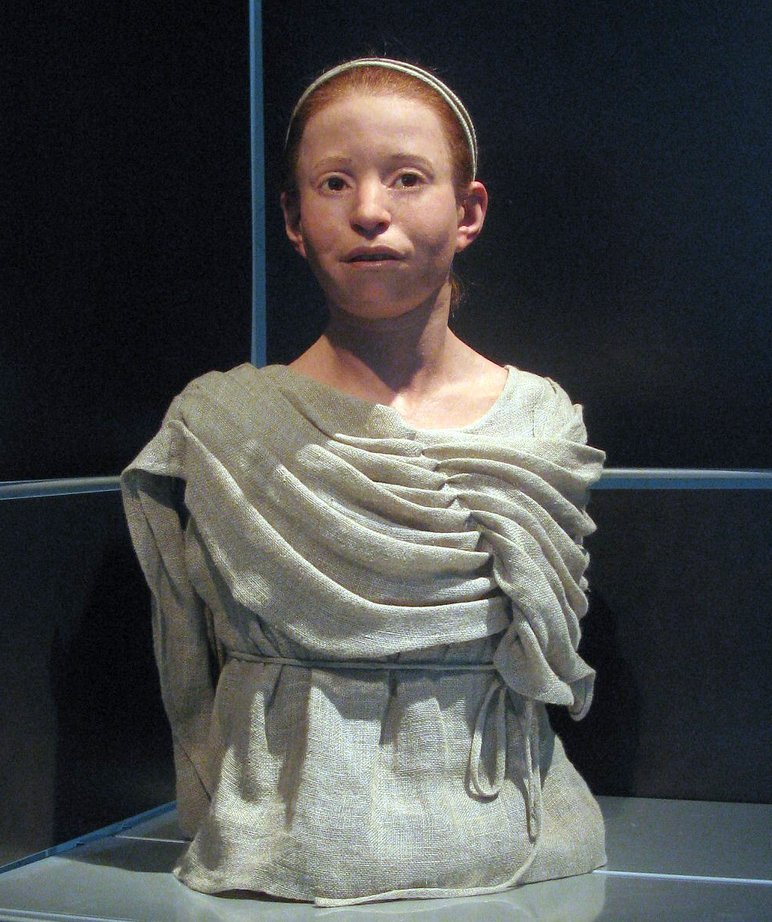
Rekonstrukcja szkieletu Myrtis, 11-letniej dziewczynki zmarłej w czasie zarazy ateńskiej, Narodowe Muzeum Archeologiczne w Atenach

W Atenach podczas epidemii zapanował ogólny zamęt. Tukidydes w swoim utworze tak opisał nastrój panujący w Atenach:

Ludzie umierali w zupełnym chaosie; trupy leżały stosami, chorzy tarzali się po ulicach i wokół źródeł na pół żywi z pragnienia. Także świątynie, gdzie mieszkali, pełne były trupów; ludzie umierali tam na miejscu. Kiedy zaś zło szalało z ogromną siłą, a nikt nie wiedział, co będzie dalej zaczęto lekceważyć na równi prawa boskie i ludzkie.

Zapanowało zupełne bezprawie – ludzie przestali przestrzegać prawa, spodziewając się niechybnej śmierci. Wiele majątków bogaczy po ich śmierci było przejmowanych przez biednych, którzy szybko je roztrwaniali. Mieszkańcy masowo porzucali normy społeczne i wyzbywali się swoich przekonań religijnych. Powszechnie uważano, że Apollo, uważany przez ludzi za źródło zarazy, pokazał w ten sposób poparcie dla Sparty w prowadzonej wojnie. Zmarłych palono bez ceremoniału pogrzebowego lub chowano w masowych grobach, z których jeden odnaleziono w 1994 Szacuje się, że zaraza spowodowała śmierć ok. 25% ludności Aten, a także od 1/3 do 2/3 mieszkańców Attyki. Wśród ofiar znalazł się twórca greckiej demokracji Perykles (którego autorytet podkopała pandemia), zachorował też Tukidydes, choć nie umarł. Wielu historyków uważa, że zaraza ta była jedną z najważniejszych przyczyn ostatecznej klęski Aten w wojnie ze Spartą. Choć Spartanie odstąpili od oblężenia Aten z powodu epidemii, sytuacja wojsk ateńskich była tragiczna. W pewnym momencie Zgromadzenie Ludowe wysłało do Sparty posłańca z propozycją pokoju. Zgodnie z szacunkami zmarła 1/3 ateńskich żołnierzy (ok. 4400 hoplitów i 30 jeźdźców (hippeis)). W czasie samej wyprawy pod Potidaję zmarło ponad tysiąc żołnierzy, a zaraza zdziesiątkowała obóz pod miastem. Nawoływania Peryklesa, by stawiać wierność ojczyzny ponad własne zdrowie, nie przechodziły bez echa, ale w większości przypadków ludzie nie byli aż do ok. 415 p.n.e. zdolni do prowadzenia działań wojennych. Przegrana w wojnie peloponeskiej spowodowała upadek potęgi tego polis, z którego miasto już się nie podniosło.